# Porta Furba - Quadraro (métro de Rome)
Porta Furba - Quadraro est une station de la ligne A du métro de Rome. Elle est située sur la via Tuscolana et doit son nom à sa proximité avec la porte Furba.

## Situation sur le réseau
Établie en souterrain, la station Porta Furba - Quadraro de la ligne A du métro de Rome, est située entre les stations Arco di Travertino, en direction de Battistini, et Numidio Quadrato en direction d'Anagnina.

## Histoire
La station Porta Furba - Quadraro est mise en service le 19 février 1980, lors de l'ouverture de l'exploitation de la première section, de la ligne A, entre les stations Ottaviano - San Pietro - Musei Vaticani et Cinecittà.